# Svođe
Svođe (en serbe cyrillique : Свође) est un village de Serbie situé dans la municipalité de Vlasotince, district de Jablanica. Au recensement de 2011, il comptait 320 habitants.
Svođe est situé au confluent de la Lužnica et de la Vlasina, un affluent droit de la Južna Morava.

## Démographie

### Évolution historique de la population
| 1948  | 1953  | 1961  | 1971  | 1981 | 1991 | 2002 | 2011 |
| ----- | ----- | ----- | ----- | ---- | ---- | ---- | ---- |
| 1 348 | 1 366 | 1 265 | 1 027 | 741  | 559  | 433  | 320  |

|  |